# James G. Watt
James G. Watt (Lusk, 31 de janeiro de 1938) é um advogado e político americano. De 1981 a 1983 foi secretário do Interior na administração Ronald Reagan.